# Кунковская сельская община
Кунковская сельская община (укр. Кунківська сільська територіальна громада) — территориальная община на Украине, в Гайсинском районе Винницкой области. Административный центр — село Кунка.
Площадь общины — 175,6 км², население — 4402 жителя (2018).

## История
Образована 25 ноября 2016 путем объединения Кузьминецкого, Кунковского, Митлинецкого и Носовецкого сельских советов Гайсинского района.

## Населенные пункты
В состав общины входят 11 населенных пунктов — 2 поселка и 9 сел.

### Поселки
- Карбовское
- Трубочка

### Села
- Косаново
- Кузьминцы
- Кунка (административный центр)
- Метлинцы
- Носовцы
- Павловка
- Сокольцы
- Шура-Митлинецкая
- Щуровцы